# ノーマン・リード
ノーマン・リード(Norman Read、1931年8月13日 - 1994年5月22日)は、ニュージーランドの陸上競技選手。1956年メルボルンオリンピックの男子50km競歩金メダリストである。

## 経歴
リードはイギリスのポーツマス出身であったが、1953年にニュージーランドに移住。1956年のメルボルンオリンピックにはニュージーランドの選手として参加。50km競歩に出場し、同種目ヨーロッパ以外の選手としては初の金メダルを獲得した。
4年後の1960年ローマオリンピックには、20km競歩と50km競歩の2種目に出場。20km競歩では5位となるものの、前回金メダルを獲得した50km競歩では、途中リタイアという結果に終わった。

## 主な実績
| 年   | 大会                   | 場所                       | 種目         | 結果 | 記録          |
| ---- | ---------------------- | -------------------------- | ------------ | ---- | ------------- |
| 1956 | オリンピック           | メルボルン(オーストラリア) | 50km競歩     | 1位  | 4時間30分43秒 |
| 1960 | オリンピック           | ローマ(イタリア)           | 20km競歩     | 5位  | 1時間36分59秒 |
| 1960 | オリンピック           | ローマ(イタリア)           | 50km競歩     | DNF  | -             |
| 1966 | コモンウェルスゲームズ | キングストン(ジャマイカ)   | 20マイル競歩 | 3位  | 2時間46分29秒 |